# Haitis damlandslag i volleyboll
Haitis damlandslag i volleyboll representerar Haiti i volleyboll på damsidan. Laget har deltagit i nordamerikanska mästerskapet, centralamerikanska och karibiska spelen och karibiska mästerskapet.

### Fotnoter
1. ↑  ”Women 1969 Volleyball I Norceca Championship 1969 Mexico City (MEX) 02-08.08 - Winner Mexico” (på engelska). http://www.todor66.com/volleyball/Norceca/Women_1969.html. Läst 19 mars 2023.
2. ↑  ”Women 1989 Volleyball NORCECA Championship 1989 San Juan (PUR) - 08-15.07 Winner Cuba” (på engelska). http://www.todor66.com/volleyball/Norceca/Women_1989.html. Läst 19 mars 2023.
3. ↑  ”CAZOVA Championship 2006 » classification :” (på engelska). Volleybox. https://women.volleybox.net/women-cazova-championship-2006-o30735. Läst 20 oktober 2023.
4. ↑  Todor Krastev. ”Women Volleyball XVI Caribbean (CAZOVA) Championship 2017 Jamaica - Winner Trinidad Tobago” (på engelska). http://www.todor66.com/volleyball/Norceca/Women_Caribbean_2017.html. Läst 10 mars 2024.
5. ↑  Senaste tillfället då någon kontrollerade att de inmatade tabelluppgifterna stämmer. Uppgifter kan ha matats in senare utan att kontrolleras av någon annan